# Мунчел (Клуж)
Мунчел (рум. Muncel) насеље је у Румунији у округу Клуж у општини Кацкау. Oпштина се налази на надморској висини од 448 m.

## Становништво
Према подацима из 2002. године у насељу је живело 263 становника, од којих су сви румунске националности.